# 2007년 선댄스 영화제
제23회 선댄스 영화제는 2007년 1월 18일에 열린 시상식이다.

## 수상 및 후보

### 심사위원대상(미국 드라마)
- 아버지 - 크리스토퍼 잘라 수상
- 두번째 사랑 - 김진아
- 어드리프트 인 맨해탄 - 알프레도 드 빌라
- 브로큰 잉글리쉬 - 조 R. 카사베티스
- 포 시트 투 더 윈드 - Sterlin Harjo
- 굿 라이프 - 스티븐 베라
- 조슈아 - 조지 래틀리프
- 온 더 로드 위드 쥬다스 - JJ Lask
- 더 풀 - 크리스 스미스
- 로켓 사이언스 - 제프리 블리츠
- 스노우 엔젤 - 데이빗 고든 그린
- 스타팅 아웃 인 더 이브닝 - 앤드류 와그너
- 티스 - 밋첼 릭텐스타인
- 하운드독 - 데보라 캠프마이어
- 웨폰스 - 애덤 발라 로그

### 심사위원대상(미국 다큐멘터리)
- 만다 발라 - 제이슨 콘 수상
- 배니시드 - 마코 윌리엄스
- 체이싱 고스트 - 링컨 루치티
- 크레이지 러브 - 댄 클로리스
- 에브리씽스 쿨 - 다니엘 B. 골드 외 1명
- 포 더 버블 텔스 미 소 - 다니엘 G. 카슬레이크
- 아부 그레이브 수용소의 영혼들 - 로리 케네디
- 걸 27 - 데이빗 스텐
- 히어 앤 나우 - 아이린 테일러 브로드스키
- 내 아이는 저것을 그릴 수 있었다 - 아미르 바-레브
- 남경 - 빌 구텐타그 외 1명
- 끝이 안보인다 - 찰스 퍼거슨
- 프로타고니스트 - 제시카 유
- 워 댄스 - 숀 파인 외 1명
- 화이트 라이트/블랙 레인 - 스티븐 오카자키
- 동물원 - 로빈슨 드버

### 심사위원대상(월드시네마 드라마틱)
- 내가 살던 키부츠 - 드로 샤울 수상
- 아내의 애인을 만나다 - 김태식
- 피터 팬의 공식 - 조창호
- 블레임 잇 온 피델 - 줄리 가브라스
- 드레인드 - 헤이토르 달리아
- 이글 대 샤크 - 타이카 와이티티
- 에즈라 - 뉴턴 I. 아두아카
- 고스츠 - 닉 브룸필드
- 하우 이즈 유어 피시 투데이? - 구오 시아루
- 하우 쉬 무브 - 이안 이크밸 라시드
- 오스트로브 - 파벨 룽긴
- 카닥 - 피터 브로센 외 1명
- 유산 - 겔라 바브루아니 외 1명
- 나이트 버팔로 - Jorge Hernandez Aldana
- 노이즈 - 매튜 세빌
- 원스 - 존 카니
- 드림 오브 더스트 - 로렌트 샐게스

### 심사위원대상(월드시네마 다큐멘터리)
- 행복의 적들 - 에바 물바드 외 1명 수상
- Bajo Juarez - 알레한드라 산체즈 외 1명
- 코카레로 - 알레한드로 랜디스
- 꿈의 동지들 - 울리 가울케
- 푸른 눈의 평양 시민 - 대니얼 고든
- 핫 하우스 - 시몬 도턴
- 달의 그늘에서 - Christopher Riley
- 조 스트럼머 - 줄리엔 템플
- 매뉴팩처 랜스케이프 - 제니퍼 베이치월
- 모너스터리 - 페르닐레 로제 그론자에르
- 온 어 타이트롭 - 페트 롬
- Three Comrades - 마샤 노비코바
- 베리 브리티시 갱스터 - 도널 맥킨타이어
- VHS - Kahloucha - 네지브 벨카디
- 웰컴 유로파 - 브루노 울머

### 관객상 - 단편
- 굿바이 그레이스 - 제임스 C. 스트로즈 수상

### 단편영화 부문
- 외박 - 이종윤

### 미드나잇
- 내 친구 파이도 - 앤드류 커리
- 피니싱 더 게임 - 저스틴 린
- 잇 이즈 파인. 에브리띵 이즈 파인! - 크리스핀 글로버 외 1명
- 시그널 - 데이빗 브룩크너
- Sk8 라이프 - Wyeth Clarkson
- 스마일리 페이스 - 그렉 아라키
- 더 텐 - 데이빗 웨인
- 우리는 이방인이다 - M. 닷 스트레인지

### 프리미어
- 아메리칸 크라임 - 토미 오하버
- 어웨이 프롬 허 - 사라 폴리
- 블랙 스네이크 모운 - 크레이그 브로워
- 챕터 27 - J.P. 쉐퍼
- 시카고 10 - 브렛 모겐
- 클럽랜드 - 체리 노랜
- 굿 나잇 - 제이크 팰트로
- 킹 오브 캘리포니아 - 마이크 카힐
- 롱포드 - 톰 후퍼
- 더 나인스 - 존 오거스트
- 레저렉팅 더 챔프 - 로드 루리
- 세비지스 - 타마라 젠킨스
- 나의 판타스틱 데뷔작 - 가스 제닝스
- 춤추는 나의 베아트리체 - 안토니오 반데라스
- 트레이드 - 마르코 크레즈페인트너
- 이어 오브 더 독 - 마이크 화이트

### 스펙트럼
- 엔젤-A - 뤽 베송
- 무시시 - 오토모 가츠히로
- 다크 매터 - 첸 시-젱
- 데디케이션 - 저스틴 디록스
- 내가 찍은 그녀는 최고의 슈퍼스타 - 톰 디칠로
- 데블 케임 온 호스백 - 릭키 스턴 외 1명
- 엑스퍼드 - 세실리아 미니우치
- 페이 그림 - 할 하틀리
- 젊은 여자 - 안드레아 슈타카
- 더 고겟터 - Martin Hynes
- 그레이트 월드 오브 사운드 - 크레이그 조벨
- 이프 아이 해드 노운 아이 워즈 어 지니어스 - 도미니크 워트샤프터
- 인터뷰 - 스티브 부세미
- 로 앤 비홀드 - 잭 갓쉘
- 언더 더 쎄임 문 - 패트리시아 리건
- 미스 나바조 - 빌리 루더
- 붉은 길 - 안드리아 아놀드
- 리프라이즈 - 요아킴 트리에
- 세이브 미 - 로버트 캐리
- 투리 - 아우라에우스 솔리토
- 언포신 - 로라 던
- 웨이트리스 - 에이드리언느 쉘리
- 워더스 알 매니 - 존 엘스
- 물고기 공주 - 데이빗 캐플란

### 뉴 프론티어
- 어 저니 댓 워즌트 - 피에르 휴이게
- 마지막 밥상 - 노경태
- 오프스크린 - 크리스토퍼 부
- 팬텀 러브 - 니나 멩키스
- 슬립스트림 - 안소니 홉킨스
- 지단, 21세기의 초상 - 더글러스 고든 외 1명

### 선댄스 컬렉션
- 리버스 엣지 - 팀 헌터
- X - 더 언허드 뮤직 - W.T. 모건

### 스페셜 스크리닝
- 라스트 밈지 - 로버트 샤이
- 오티즘 에브리 데이 - 로렌 티에리